# 3124 Kansas
3124 Kansas је астероид главног астероидног појаса са средњом удаљеношћу од Сунца која износи 2,745 астрономских јединица (АЈ).
Апсолутна магнитуда астероида је 13,46.